# Aloândia
Aloândia é um município brasileiro do interior do estado de Goiás, Região Centro-Oeste do país. Sua população estimada em 2017 era de 2 071 habitantes, de acordo com estimativas do Instituto Brasileiro de Geografia e Estatística (IBGE). Aloândia tem com principal atração turistica, a cachoeira do Itambé, sua principal fonte de renda é a agricultura.
Sua área é de 102,16 km² representando 0.03% do Estado, 0.0064% da Região e 0.0012% de todo o território brasileiro.
Seu IDH é de 0.743 segundo o Atlas de Desenvolvimento Humano/PNUD (2000).

## Política
Em 2013, o prefeito Sinomar José do Carmo (PMDB) foi preso durante o exercício do mandato, na Operação Tarja Preta, acusado de pertencer a uma quadrilha que superfaturava a compra de remédios do município. Nas eleições municipais em 2020, Renato Batista da Silva (MDB) foi eleito prefeito com 1 077 votos (61,86% dos votos válidos), tendo como vice-prefeito José Fernandes da Cunha (Fernandes Zequinha) (PSC). Foram eleitos para a Câmara Municipal 9 vereadores, divididos entre 7 homens e 2 mulheres, sendo 5 representantes do MDB e 4 do PP.